# 源氏物語 上の巻・下の巻
『橋田壽賀子スペシャル 源氏物語 上の巻・下の巻（光源氏第1部・第2部）』（はしだすがこスペシャル げんじものがたり じょうのかん・げのかん（ひかるげんじ だいいちぶ・だいにぶ））は、TBS創立40周年記念番組として1991年12月27日と1992年1月3日の2回にわたり放送された源氏物語を題材としたテレビドラマ。放送時間は上の巻・下の巻とも4時間ずつ。計8時間。

## 概要
TBS創立40周年記念番組として、橋田壽賀子作品に数多く出演している俳優が勢揃い。超豪華な源氏物語となった。企画当時はバブル景気末期であり、多くのスポンサーを得て、総制作費は約12億円であった。リアリティーを抑制し、創作の雰囲気を損なわないように屋外ロケを行わず、全編スタジオで撮影。『源氏物語絵巻』の吹抜屋台を大掛かりなセットで再現したほか、竹林や船遊びの場面の池までスタジオ内に作っている。坂東玉三郎の監修による美麗な衣裳や小道具を揃え、照明にも技巧を凝らすなど手の込んだ作品であった。

## 内容
進行役として紫式部（三田佳子）が登場し、藤原道長（石坂浩二、声のみ）と語り合いながら物語に入る。話の大筋は光源氏（東山紀之（上の巻）、片岡孝夫（下の巻））を中心に描かれるが、本作の事実上の主人公は藤壺女御と紫の上の二役を演じた大原麗子である。紫の上の死をもって物語は終幕となる。

### 上の巻
- 光源氏と葵の上が結婚する所から物語は始まる。

### 下の巻
- 紫の上の死去で物話は終わる。

## 出演
| - 紫式部：三田佳子 - 藤原道長：石坂浩二（声） - 光源氏：東山紀之（上の巻）→片岡孝夫（現・片岡仁左衛門）（下の巻） - 夕霧：東山紀之 - 藤壺女御：大原麗子 - 若紫→紫の上：尾羽智加子→大原麗子 - 葵の上：竹下景子 - 惟光：香川照之 - 頭中将：橋爪淳（上の巻）→竹脇無我（下の巻） - 左大臣：北村和夫 - 左大臣の妻：若尾文子 - 桐壺帝：丹波哲郎 - 朱雀帝：三田村邦彦 - 弘徽殿女御：水谷良重 - 王命婦：波乃久里子 - 六条御息所：長山藍子 - 六条御息所の姫：吉村涼 - 夕顔：沢口靖子 - 右近：音無美紀子 - 末摘花：泉ピン子 - 北山の尼君：森光子 | - 朧月夜：岸本加世子 - 右大臣：加藤武 - 明石入道：藤岡琢也 - 明石の尼君：香川京子 - 明石の上：古手川祐子 - 明石のちい姫→明石の女御：安間千紘→八木小織 - 冷泉帝：市川染五郎 - 秋好中宮（梅壺女御）：小高恵美 - 柏木：坂上忍 - 女三の宮：若村麻由美 - 雲居の雁：片岡京子 - 玉鬘：藤田朋子 - 衛門：岡本信人 - 蛍兵部卿の宮：榎本壮一 - 髭黒の右大将：ガッツ石松 - 少女：飯塚雅弓（上の巻） - 女房かえで：山岡久乃 - 女房もみじ：東てる美 - 女房なづな：中田喜子 - 老女房おとど：赤木春恵 |

## スタッフ
- 作：橋田壽賀子
- 音楽：小川寛興、ボブ佐久間
- 演出：鴨下信一
- プロデューサー：石井ふく子
- 衣裳監修：坂東玉三郎

## 再放送
- 源氏物語千年紀のため、2008年12月30日、12月31日の2日に渡って17年ぶりに初めて再放送された[1]。ネット局はTBS、中部日本放送、テレビ高知、RKB毎日放送。初めて再放送するにあたり、スポーツ紙に大々的に取り上げられた。

## ノベライズ
- 橋田壽賀子『源氏物語〈上の巻〉』 ベストセラーズ、1991年12月。ISBN 4584181268。
- 橋田壽賀子『源氏物語〈下の巻〉』 ベストセラーズ、1991年12月。ISBN 4584181276。

## ソフト化
- 1991年・1992年の放送以来2024年現在まで、VHS、DVD、Blu-rayなどによるソフト化は一切なされていない。